# Provence Rugby
Provence Rugby (bis 2015: Pays d'Aix Rugby Club oder kurz PARC) ist ein Rugby-Union-Verein aus der französischen Stadt Aix-en-Provence im Département Bouches-du-Rhône. Er ist in der zweithöchsten Liga Pro D2 vertreten. Die Heimspiele werden im Stade Maurice-David ausgetragen.

## Geschichte
Gegründet wurde der Verein im Jahr 1970 unter der Bezeichnung Aix Rugby Club (ARC). 1979 stieg er in die dritthöchste nationale Spielklasse auf. Nach dem Abstieg in die Regionalliga 1984 folgte der sofortige Wiederaufstieg. Der erste Höhepunkt der Vereinsgeschichte war 1986 der Meistertitel der dritten Division (Fédérale 3). 1998 erreichte der ARC das Finale der zweiten Division. 2001 folgte die Umbenennung in Pays d’Aix Rugby Club (PARC).
2004 siegte der PARC im Endspiel der Fédérale 1 und war damit französischer Amateurmeister. Nach zwei Saisons in der Profiliga Pro D2 musste er wieder in die Fédérale 1 absteigen. 2009 gelang der erneute Aufstieg in die Pro D2, der Klassenerhalt gelang nur wegen des Zwangsabstiegs von US Montauban aufgrund finanzieller Unregelmäßigkeiten. 2013 folgte aber tatsächlich der Abstieg in die Fédérale 1. Seit 2018 spielt der Verein wieder durchgängig in der Pro D2.

## Erfolge
- Amateurmeister (Fédérale 1): 2004, 2015, 2018
- Meister 3. Division: 1986